# Піонер-1
Піонер-1 (англ. Pioneer 1) — американський космічний апарат для дослідження Місяця. Перший апарат, запущений НАСА (через 10 діб після створення управління).

## Опис
Піонер-1 складався з двох присадкуватих зрізаних конусів і невисокої циліндричної секції між ними. Циліндр мав діаметр 74 см і довжину між вершинами обох конусів 76 см. Основною частиною апарата була твердопаливна гальмівна ракета з 11 кг палива, яка стирчала з нижнього конуса вздовж осі апарата. На верхньому конусі монтувались кільцем вісім маленьких малопотужних твердопаливних розгінних ракет, які мали відстрілюватись після закінчення своєї роботи. Також із верхнього конуса стирчала магнітна антена Герца. Оболонка виготовлялась зі скловолокна і фарбувалась темними і світлими смугами для регулювання температури. Загальна маса апарата після відокремлення розгінних ракет становила 34,2 кг, після відпрацювання гальмівного двигуна — 23,3 кг.
Наукова апаратура масою 17,8 кг складалась з:
- інфрачервоної телевізійної системи сканування зображень для вивчення поверхні Місяця з роздільною здатністю 1 мілірадіан. Цей простий пристрій складався з невеликого параболічного дзеркала для фокусування відбитого світла від місячної поверхні на світловий елемент, який перетворював порції отриманого світла на електричний струм;
- іонізаційної камери для вимірювання космічної радіації;
- акустичного датчика мікрометеоритів (мікрофона з діафрагмою);
- магнітометра для вимірювання магнітних полів з точністю до 5 мікрогаусів;
- температурних реле для фіксування внутрішньої температури.

Живлення забезпечували нікель-кадмієві батареї для вмикання ракет, срібно-цинкові батареї для телевізійної системи, ртутно-цинкові батареї для всіх інших приладів. Передавач з частотою 108,06 МГц використовував електричну антену з потужністю 300 мВт для передачі телеметрії і доплерівської інформації, для передачі телевізійного зображення використовувалась магнітна антена з потужністю 50 Вт. Наземні команди отримувались електричною антеною Герца на частоті 115 МГц. Апарат стабілізувався в польоті обертанням навколо власної осі зі швидкістю 1,8 обертів за секунду.

## Історія
До запуску другого апарата програму «Піонер» передали до щойноствореного Національного управління з аеронавтики і дослідження космічного простору (НАСА), а представники американських повітряних сил і армії лише консультували. Апарат запустили через 10 діб після створення НАСА. Управління назвало апарат Піонер, попередня назва була Ейбл-2. Другий ступінь вимкнувся занадто рано, тому апарат не розігнався до потрібної швидкості. Спроба вивести апарат на орбіту навколо Землі не вдалась, оскільки батареї не ввімкнулись при набагато нижчій температурі, ніж потрібна для роботи. Піонер-1 досяг висоти 113 854 км — менше ніж третина відстані від Землі до Місяця — повернувся і згорів у атмосфері після 43 годин 17 секунд польоту. Політ завершився невдало, але апарат передав деякі дані про радіаційні шари Землі, вимірявши їхні розміри; датчик мікрометеоритів зафіксував 0,0052 зіткнення за секунду на квадратний метр.